# ارکستر سمفونیک چهار شهر
ارکستر سمفونیک چهار شهر (انگلیسی: Quad City Symphony Orchestra) یک ارکستر سمفونیک ایالات متحده مستقر در دونپورت، آیووا و نماینده منطقه چهار شهر است. مدیر موسیقی و رهبر ارکستر فعلی «مارک راسل اسمیت» است. این ارکستر که در سال ۱۹۱۶ تأسیس شد.